# Elsa Cayat
Pour les articles homonymes, voir Cayat (homonymie).
Elsa Cayat, née le 9 mars 1960 à Sfax (Tunisie) et morte assassinée par des terroristes islamistes français le 7 janvier 2015 à Paris,, lors de l'attentat contre Charlie Hebdo, est une psychiatre et psychanalyste française.

## Biographie
Elle est la fille de Georges Khayat, Juif Tunisien originaire de Sfax, médecin et écrivain, auteur de Jeunesse portant sur la vie de la communauté juive sous la colonisation,, et la cousine germaine du photographe Serge Bramly et de Sophie Bramly.
Médecin psychiatre interne des hôpitaux de Paris à 22 ans, psychanalyste, elle a son cabinet au 87, avenue Mozart dans le 16e arrondissement de Paris.
Elle est également écrivain et chroniqueuse (collaboratrice, entre autres périodiques, pendant quelques années, de l'hebdomadaire satirique Charlie Hebdo dans lequel elle signe toutes les deux semaines la chronique « Charlie Divan »).
Menacée à plusieurs reprises, Elsa Cayat est assassinée à Paris, le 7 janvier 2015, lors de l'attentat contre Charlie Hebdo. Elle est inhumée le 15 janvier 2015 dans le carré juif du cimetière du Montparnasse (5e division).
Elle reçoit, le 31 décembre 2015, les insignes de chevalier de la Légion d'honneur à titre posthume. 
Le musicien  Catman (David Taïeb) publie en 2015 le livre K en hommage à Elsa Cayat, avec qui il était en analyse,. Un autre de ses patients, Emmanuel Chaussade, fait d'elle l'un des personnages principaux de son roman Dire, publié en 2022, qui lui rend hommage,. 

## Publications

### Ouvrages
- Un homme + une femme = quoi ?, Paris, Jacques Grancher, 1998, 224 p.  (ISBN 2-7339-0605-4).
  - rééd. Payot et Rivages, coll. « Petite bibliothèque Payot » (no 620), 2007, 205 p.  (ISBN 978-2-228-90185-7).
- Le Désir et la Putain : Les Enjeux cachés de la sexualité masculine (avec Antonio Fischetti), Paris, Albin Michel, Paris, 2007, 259 p.  (ISBN 978-2-226-17927-2).
- Noël, ça fait vraiment chier : Sur le divan de Charlie Hebdo (ill. Catherine Meurisse, préf. Alice Ferney), Paris, Les Échappés-Charlie Hebdo, 2015, 121 p.  (ISBN 978-2-35766-112-7 et 978-2-35766-113-4) [lire en ligne]. recueil de chroniques publiées dans Charlie Hebdo entre février 2014 et janvier 2015.
- La Capacité de s'aimer (avec François-Xavier Petit), Paris, Payot, 2015, 155 p.  (ISBN 978-2-228-91333-1).

### Contributions
- Elsa Cayat, « En quoi la fétichisation de la science par la technocratie aboutit-elle à la négation de l'homme et à l'éradication de la pensée ? », dans Lucette Khaiat (dir.) et Cécile Marchal (dir.), Enfance dangereuse, enfance en danger ? : L'appréhension des écarts de conduite de l'enfant et de l'adolescent (colloque organisé par l'Association Louis Chatin pour la défense des droits de l'enfant, 23 octobre 2006), Toulouse, Érès, 2007, 271 p. (ISBN 978-2-7492-0761-2, DOI 10.3917/eres.march.2007.01.0189, présentation en ligne), p. 189–202.
- Elsa Cayat, « L'écart entre le Droit et la loi », dans Cécile Marchal (dir.) et Lucette Khaïat (dir.), La maîtrise de la vie : Les procréations médicalement assistées interrogent l'éthique et le droit (colloque organisé par l'association Louis Chatin pour la défense des droits de l'enfant, 10 décembre 2010), Toulouse, Érès, coll. « Enfance & parentalité », 2012, 263 p. (ISBN 978-2-7492-1569-3, DOI 10.3917/eres.march.2012.01.0235, présentation en ligne), p. 235–250.